# Los monstruos y los críticos y otros ensayos
Los monstruos y los críticos y otros ensayos (título original en inglés: The Monsters and the Critics and Other Essays) es una recopilación de ensayos lingüísticos y literarios de J. R. R. Tolkien, editada por su hijo Christopher y publicada póstumamente en 1983. Los siete ensayos reunidos en este libro fueron, con la única excepción de «Sobre la traducción de Beowulf», leídos en público en ocasiones particulares. Aunque sus temas (literatura medieval, lingüística...) puedan parecer complejos, los ensayos resultan accesibles al público general.
Además de un prólogo de Christopher Tolkien, los ensayos incluidos son:
- «Beowulf: los monstruos y los críticos», sobre el poema medieval Beowulf;
- «Sobre la traducción de Beowulf», sobre cuestiones de traducción del idioma anglosajón;
- «Sir Gawain y el Caballero Verde», un estudio del poema medieval del mismo título, leído en la Universidad de Glasgow en 1953;
- «Sobre los cuentos de hadas», escrito para su presentación como la «lección Andrew Lang» de 1939 en la Universidad de St. Andrews, en Escocia. Defensa del género fantástico;
- «El inglés y el galés», discurso de apertura del ciclo de conferencias O'Donnell, leído el 21 de octubre de 1955, y dedicado al estudio de los elementos bretones, o celtas en general, en la lengua inglesa, y con un análisis detallado de la palabra «Welsh»; y
- «Un vicio secreto», que trata sobre la creación de idiomas imaginarios, dando contexto a las ideas que llevaron a Tolkien a la creación del quenya y el sindarin, entre otros;
- «Discurso de despedida a la Universidad de Oxford», dado en la fecha de su jubilación de esa universidad, en 1959.